# Erkki Jäämeri
Kion Erkki Ulrik Jäämeri (till 1936 Järnström), född 27 december 1909 i Viborg, död 9 mars 1992, var en finländsk läkare.
Jäämeri, som var son till medicine licentiat, filosofie magister Ulrik Waldemar Järnström och Verna Aino Elisabeth Bergroth, blev student 1928, medicine kandidat 1932, medicine licentiat 1936 samt medicine och kirurgie doktor 1943. Han var assistentläkare vid kvinnokliniken 1938–1943, gynekolog vid Maria sjukhus 1950–1956, överläkare vid Vasa centralsjukhus gynekologiska och förlossningsavdelning 1956–1960 och överläkare vid Barnmorskeinstitutet i Helsingfors från 1961. Han var docent i gynekologi och obstetrik vid Helsingfors universitet från 1948 och verksamhetsledare vid Finlands Läkarförbund 1948–1955. Han var viceordförande i Akava 1952–1956, ordförande i Endokrinologföreningen 1955–1956, i Sjukhusläkarnas förening 1957–1960 och medlem i förvaltningsrådet för sjukhusadministrationens stiftande från 1961. Han blev reservfänrik 1929, reservsanitetslöjtnant 1935, reservsanitetskapten 1940 och sanitetsmajor 1943. 
Jäämeri skrev ett 20-tal vetenskapliga arbeten, däribland den akademiska avhandlingen Contribution à l'étiologie de l'infection urinaire gravidique et puerpérale (1943) och tilldelades professors titel 1967. 